# RMS Amazon (1906)
RMS Amazon foi um transatlântico do Royal Mail Steam Packet Company que foi torpedeado e naufragou no Oceano Atlântico, 30 milhas norte a oeste de Malin Head, Irlanda, enquanto viajava de Liverpool, Reino Unido com destino ao Brasil.

## Construção
Amazon foi construído em 1906 no estaleiro Harland & Wolff Ltd., em Belfast, Reino Unido. Foi terminado em 1906 e serviu do mesmo ano até 1918, quando foi afundado. O navio tinha a extensão de 156 metros, com uma boca (náutica) de 18 metros.

## Ataque
Em 15 de março de 1918, Amazon viajava de Liverpool, Reino Unido para o Brasil com 24 passageiros e sem escolta. O navio havia deixado Liverpool no dia 14 de março, e foi forçado a velejar a uma velocidade mais lenta devido a uma espessa neblina. Na manhã de 15 de março de 1918, às 9:30 AM, enquanto fazia uma manobra em 'zig-zag', cerca de 51 milhas da costa da Irlanda do Norte, o Amazon foi atingido por um torpedo, no compartimento de carvão. Em apenas quinze minutos, o navio afundou. Todos os passageiros e sua tripulação foram salvos por um contratorpedeiro da Marinha Real Britânica.

## Naufrágio
O naufrágio se localiza a 116 metros de profundidade. O navio não é considerado um túmulo de guerra.